# João de Vila do Conde
João de Vila de Conde foi um clérigo franciscano português dos séculos XV e XVI, ativo no Oriente. Pouco se sabe sobre seus primeiros anos. Em 1543, foi enviado ao Ceilão (atual Seri Lanca) pelo rei João III (r. 1521–1557) como chefe uma missão religiosa de seis clérigos. Teve papel ativo nos esforços portugueses de evangelização dos territórios ultramarinos na Ásia e foi braço direito de Francisco Xavier. Envolveu-se no batismo do rei de Cota Buvanecabau VII, que recebeu o nome cristão de João, e que pretendeu com isso assegurar apoio português em sua disputa pelo trono cingalês.